# 토와키 세아
토와키 세아(일본어: 永久輝 せあ とわき せあ[*], 8월 8일 - )는 다카라즈카 가극단 화조 소속 남역이다. 
도쿄도 세타가야구, 시라유리 여학원 고등부 출신이다. 키 170cm, 애칭은 "히토코"이다.

## 약력
2009년, 다카라즈카 음악학교에 입학.
2011년, 다카라즈카 가극단 97기생으로 입단. 입단 당시 성적은 6등. 초무대 공연은 성조 『노바 보사 노바／만남은 다시 한번」.
2012년, 구미마와리를 거쳐 설조에 배속.
2015년, 사기리 세이나ㆍ사키히 미유의 대극장 톱콤비 오히로메 공연 『루팡 3세」로, 신인공연 첫 주연.
2017년, 워크숍 『New Wave! -설- (다카라즈카 바우홀)」로 츠키시로 카나토와 함께 더블주연.
2019년, 『PR×PRince (다카라즈카 바우홀)」로 첫 바우홀 단독 주연. 당해 11월 11일자로 화조로 조이동. 미츠이스미토모 VJA 그룹 이미지 캐릭터에 취임.
2022년, 『겨울안개의 파리(우메다 예술극장 드라마시티/도쿄건물 Brillia HALL)」로 동상공연 첫 주연. 

## 인물
취학 전 4세때부터 발레를 배우고 있었으며 사립 시라유리 여학원에 진학한 것도 발레리나가 되기 위해서였다. 중학교 3학년, 같은 반 친구로부터 아사미 히카루 주연 설조 「베르사유의 장미」 DVD를 빌려 보고 다카라즈카의 존재에 대해 알게 되었다. 그 이후로 다카라즈카는 취미 활동의 일환으로서 즐겼으나 고등학교 2학년, 세나 준 주연 월조 「ME AND MY GIRL」의 도쿄 공연을 실제로 관람하고 수험을 결심하였다.
예명중 이름에 해당하는 세아(せあ)는 생일이 8월 8일로 다카라즈카 톱스타 출신 아마미 유키와 동일하고, 다카라즈카와의 첫 만남이 아사미 히카루기 때문이다. 두 선배의 이름에 바다 해(海)가 들어가 이 한자를 예명에 넣고 싶었으나 좋은 이름이 나오지 않아 바다를 의미하는 영어 Sea 를 일본식으로 읽은 "세아" 를 선택하였다. 성에 해당하는 토와키(永久輝)는 이름과의 울림을 고려하여 결정하였다.
총 4회의 신인공연 주연을 맡았다.

## 출연 이벤트
- 2013년 9월, 사기리 세이나 디너쇼 『SS』
- 2015년 12월, 다카라즈카 스페셜 2015 『New Century，Next Dream』
- 2017년 12월, 다카라즈카 스페셜 2017 『쥬템므・레뷰 -몽・파리 탄생 90주년-』
- 2018년 5월, 『개선문』 전야제
- 2018년 12월, 다카라즈카 스페셜 2018 『Say! Hey! Show Up!!』
- 2019년 12월, 다카라즈카 스페셜 2019 『Beautiful Harmony』

## TV출연
- 2019년 7월, 후지테레비 『2019 FNS 노래의 여름축제』

## 광고ㆍCM출연
- 2015년, 『에어위브』
- 2019년 11월 - , 『미츠이스미토모 카드 VJA 그룹』

## 수상이력
- 2017년, 『다카라즈카 가극단 연도상』 - 2016년도 신인상
- 2021년, 『다카라즈카 가극단 연도상』 - 2020년도 노력상